# Капсуларна контрактура
Капсуларна контрактура једна је од компликација због имплантата дојке или вештачке протезе, која настаје као одговор имунолошког система на стране материјале у људском телу.

## Патофизиологија
Појава капсуларне контрактуре прати стварање чврстог омотача сатсављеног од колагених влакана, створених имунолошким одговором на присуство страних предмета хируршки уграђених у људско тело, нпр. имплантата дојке, вештачких пејсмејкера и, ортопедских протеза итд. 
Капсуларна контрактура се јавља када се капсула са колагеним влакнима смањи, затегне и стисне имплантат дојке, слично као када настане колапс мехурића жвакаће гуме. То је медицинска компликација која може бити болна и нелагодна и може нарушити естетику имплантата дојке и саму дојку. 
Иако је узрок капсуларне контрактуре непознат, фактори заједнички за његову инциденцу укључују бактеријску контаминацију, пукнуће љуске имплантата дојке, цурење силиконског гела и хематом.
Иако је капсуларна контрактура последица дејства имунолошког система који брани телесни интегритет и здравље пацијента, она се може поновити, чак и након неопходне корективне операције за почетну инциденцу. 

## Дијагноза
Дијагноза патолошког процеса заснива се на спољашњем визуелном прегледу, палпацији, ултразвучном или радиографском имиџингу У овом случају процена симптома према степенима који одговарају променама у фиброзној капсули се врши према Бакерској скали:
- Први степен - дојка је обично мекана и изгледа природно по величини и облику
- Други  степен - дојке су мало чврсте, али изгледају нормално
- Трећи степен - дојка је чврста и делује ненормално
- Четврти  степен - дојка је тврда, болна на додир и делује ненормално

Фазе ове класификације јасно одговарају степену хистолошких промена према Вилфингедеровој класификацији:
- Први степен – капсула је танка и еластична, без сужења, компресије. Његова формација је нормална реакција тела на присуство у ткивима страног тела.
- Други степен – компресивна фиброза, гигантске ћелије су одсутне.
- Трећи степен – стискање фиброзе уз присуство гигантских ћелија.
- Четврти  степен – присуство ћелија инфламације, гранулома,настала због присуства страног тијела, патолошке пролиферације судова, могуће је формирати неурус (згушњавање оштећених живаца).

## Метода
Методе хируршке имплантације којима је смањена капсуларна контрактура укључују субмускуларно постављање имплантата дојке, коришћењем имплантата са текстуром или полиуретаном,  ограничено руковање имплантатима, минималан контакт са кожом зида грудног коша пре уградње, и наводњавање места хируршке интервенције троструким антибиотским растворима.   Употреба текстурних имплантата може повећати ризик од рака. 
Корекција капсуларне контрактуре може захтевати хируршко уклањање (ослобађање) капсуле или уклањање и могућу замену самог имплантата дојке. Затворена капсулотомија (прекидање капсуле спољним манипулацијама), некада уобичајени маневар за лечење тврдих капсула, прекинута је јер би могла да пукне имплантат дојке. Нехируршке методе лечења капсула укључују масажу, спољни ултразвук,  лечење инхибиторима леукотриенских путева (нпр. Аццолате, Сингулаир),  и импулсну терапију електромагнетним пољем.
У марту 2000. године, на презентацији Управе за храну и лекове, извештај Ментора указао је да је 43 процента пацијената са физиолошким имплантатима дојке пријавило медицинске компликације које су се догодиле у року од три године од операције; штавише, 10 посто те процентуалне групе жалило се на капсуларну контрактуру.
Лечење капсуларног контрактура се врши помоћу диференцираног приступа, у зависности од степена промена током формирања капсуле. Са променама у првом степену, што је уобичајена нормална реакција тела, нема потребе за лечењем. 
Са појавом знакова другог степена препоручује се конзервативна терапија, укључујући и инјекције антиинфламаторних лекова, унос витамина "Е", постављање различитих физиотерапијских процедура и специјална масажа. Ове методе су дизајниране да зауставе или бар успоравају развој ожиљних везивних ткива.
Лечење контрактура трећег и четвртог степена је могуће само хируршки. Избор обима поновљене хируршке интервенције је индивидуалне природе. Зависи од разлога, степена промене и проблема који се решава, узимајући у обзир жеље пацијента. У неким случајевима, поновљена хируршка интервенција се састоји искључиво у екстракцији имплантата дојке.

### Поновљање операција
Главни циљ и основни принципи којима се хирург руководи поновљеном операцијом су:
- Спровођење ревизије саме протезе и простора око њега.
- Капсулотомија или делимична или потпуна капслеектомија.
- Обнављање естетског стања млечних жлезда.
- Спречавање развоја поновљеног контрактура.

### Начин извођења капсулотомије
Капсулотомија може бити изведена отвореном методом или ендоскопском. Операција се састоји од широке дисекције фиброзне капсуле, због чега је уклоњено његово деловање притиска и облик имплантата и, у складу с тим, жлезда се обнавља. 
Ако је потребно, волумен шупљине се мења, положај имплантата се исправља или замењује. Капсулотомија се у одређеним случајевима може изводити ендоскопском методом, чије су предности знатно мање, у поређењу са отвореном методом, оштећењем меког ткива, одсуством додатних ожиљака, скраћивањем трајања операције и периодом рехабилитације. Међутим, овај метод не дозвољава промјену положаја имплантата, уклањање или замену.
Капсулектомија се састоји у делимичном уклањању капсуле, али чешће је потпуно уклонити једним јединицом са имплантом без угрожавања његовог интегритета.

### Естетска корекција
Естетска корекција се обавља појединачно – истовремено са капсулектомијом или 6-12 месеци након ње, у зависности од клиничких података, присуства и тежине птозе млечне жлезде и стања њихових ткива. Ове и друге околности утичу и на избор једне или друге методе хируршке естетске корекције. 
Главне су:
- поновљена ендопростетика помоћу имплантата веће (по правилу) запремине;

- поновљена протетика користећи исте импланте, али стварање другог "џепа" за њих;

- комбинација ендопростетике са једном од врста (периареоларна, вертикална, са Т-инверзном резом) мастопексије.

Често поновљена хируршка корекција омогућава добар естетски резултат.

## Превенција
Превентивне мере омогућавају одређени степен смањења вероватноће развоја патолошких процеса односно формирања грубих влакнастих ткива. Спречавање капсуларног контрактура спроводи се у фазама, и укључује следећу превенцију:
- Општа, употреба ендопротеза само најновије генерације, као и од поузданих проверених произвођача; појединачни параметри селекција ендопротезе и оперативних тактика дефинисање места имплантата (субмускуларна или ретромамарна).
- Интраоперативна, која се сзаснива на правилном формирању џепа за имплантат, темељнуој хемостази, екстракције протезе из посуде пред само уградњу у припремљени џеп, строго придржавање мера антисепсе у свим фазама операције.
- Постоперативни – употреба компресијског доњег рубља у нардених 6 недеља; ограничење физичке активности повезане са подизањем руку нвише, за 12 недеља; масажа у облику кружних покрета млечних жлезда са ендопростезом (након уградње округлих имплантата) 10-14 дана након операције (у одсуству болова); употреба антибиотика и антиинфламаторних лекова у раном постоперативном периоду; Редовни преглед од стране оперативног хирурга за годину дана.

Чак и стриктно поштовање свих превентивних мера није гаранција одсуства компликација у виду контрактуре, али омогућава елиминисање одређеног броја фактора који могу допринијети његовом развоју, што нам омогућава да се надамо дуго позитивном резултату операције.